# Srednji deltoidni heksekontaeder
| Srednji deltoidni heksekontaeder        | Srednji deltoidni heksekontaeder                      |
| --------------------------------------- | ----------------------------------------------------- |
|                                         |                                                       |
| Vrsta                                   | zvezdni polieder                                      |
| Elementi                                | F = 60, E = 120, V =54 ({\displaystyle \chi \,} = -6) |
| Grupa simetrije                         | Oh, [5,3], *532                                       |
| Sklici                                  | DU38                                                  |
| rombidodekadodekaeder (dualni polieder) |                                                       |

Srednji deltoidni heksekontaeder je nekonveksen izoederski polieder. Je dualno telo rombidodekadodekaedra. Ima 60 sekajočih se štirikotnih stranskih ploskev.